# 二叶兜被兰
二叶兜被兰（学名：Neottianthe cucullata）为兰科兜被兰属下的一个种。

## 扩展阅读
- 维基共享资源上的相關多媒體資源：二叶兜被兰